# Псамметихсенеб
Псамметихсенеб (егип. Psmṯk-snb «[фараон] Псамметих здоров») — древнеегипетский высокопоставленный чиновник, лекарь, вероятно живший при фараоне Псамметихе II из XXVI династии (664—525 годы до н. э.).

## Биография
Псамметихсенеб происходил из семьи высокопоставленных чиновников: его брат Некау был Главой домов Нейт (ḫrp ḥwwt nit), а второй брат Тефнахт также был главой домов. Псамметихсенеб служил главным лекарем и главным стоматологом (wr ἰbḥ), а также адмиралом (ḫrp qqwt — капитан транспортных/военных судов). На статуе, хранящейся сегодня в Музее Ватикана, перечислены титулы Псамметихсенеба: душевный друг, главный идущий перед троном, главный стоматолог фараона, заклинатель скорпионов и сын Селкет (богини-скорпиона). На его саркофаге высечены лишь титулы: заклинатель скорпионов и сын Селкет.
Он похоронен в своей гробнице в Гелиополе. Здесь обнаружен его расписной саркофаг и ушебти, вероятно, принадлежавшие ему.